# 硬毛火炭母
硬毛火炭母（学名：Polygonum chinense var. hispidum）为蓼科蓼属下的一个变种。

## 扩展阅读
- 維基物種上的相關：硬毛火炭母